# Mòric
Mòric (en llatí Morychus, en grec antic Μόρυχος "Mórikhos") fou un poeta tràgic contemporani d'Aristòfanes que destacava sobretot per la seva golafreria i pel seu efeminament. Aristòfanes el satiritza a Els acarnesos i a Les vespes.
El seu caràcter va esdevenir proverbial i va donar lloc a la dita Μορύχου εὐηθέστερος, equivalent a "més boig que Mòric", encara que d'altres pensen que potser no estava dirigit a aquest poeta, però no es coneix cap altre personatge rellevant amb el mateix nom. Fabricius l'inclou a la Bibliotheca Graeca.